# Geely CK
La Geely CK, chiamata anche Geely Ziyoujian, è un'autovettura prodotto dalla casa automobilistica cinese Geely dal 2005 al 2016.

## Descrizione

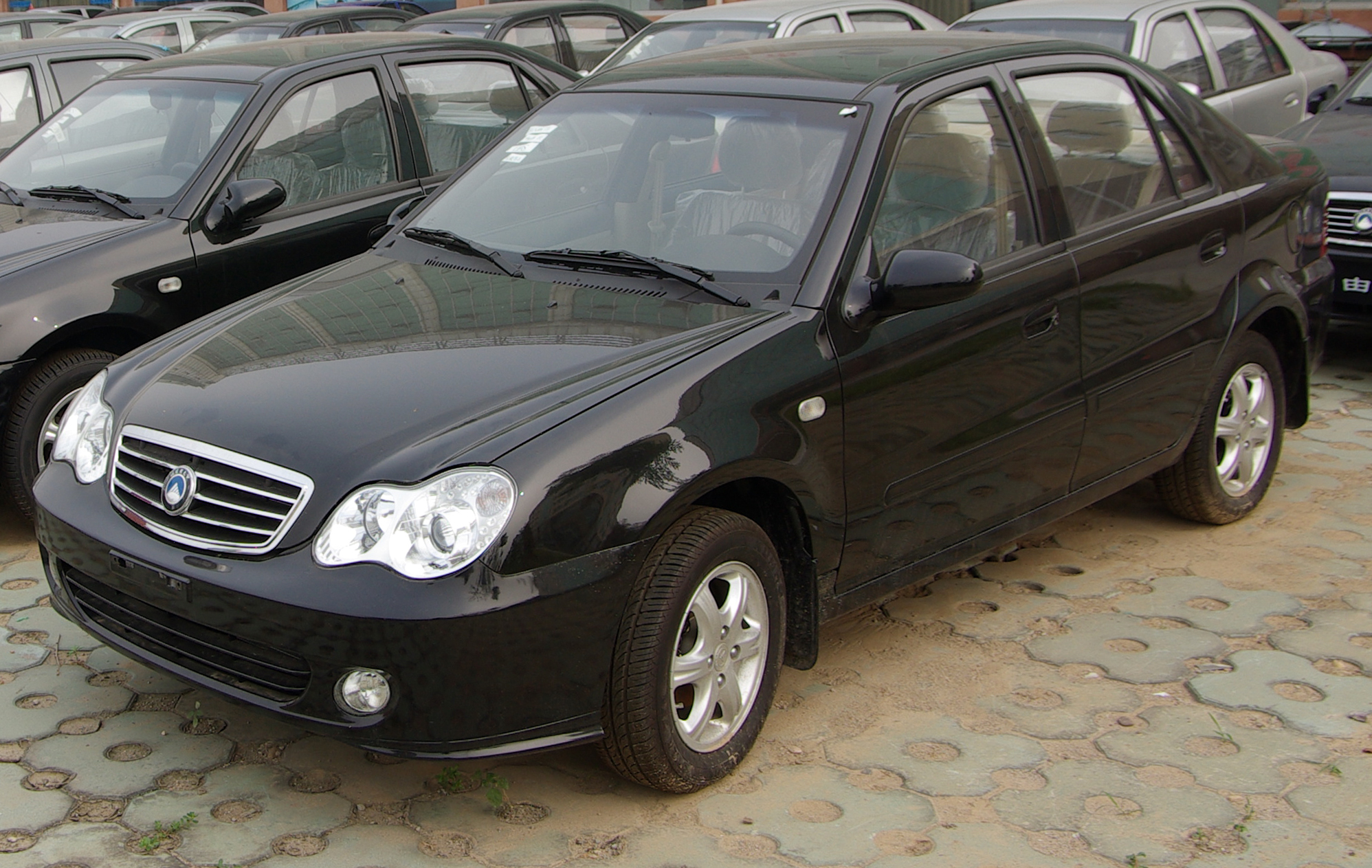
CK restyling

La CK è stata presentata ufficialmente al Salone di Francoforte nel 2005 insieme ad altri quattro modelli della Geely. La CK è stata la prima automobile cinese esposta ad un salone automobilistico americano, sebbene sia stata mostrata solo alla stampa e non al pubblico. La Geely aveva pianificato di iniziare a vendere il modello a Porto Rico nel 2007, tuttavia, poiché  non ha superato i test di sicurezza della IIHS e NHTSA, la vettura non venne mai esportata in Nordamerica.
Il design della vettura ha suscitato alcune critiche, per via delle somiglianze con alcune vetture della Mercedes.
La vettura è equipaggiata con un motore da 1,5 litri quattro cilindri in linea aspirato di derivazione Toyota prodotto su licenza, da 94 CV (70 kW) erogati a 6000 giri/min, abbinato a un cambio automatico a 4 velocità costruito in Cina. Nel 2008 la vettura è stata sottoposta ad restyling, con fari anteriori e paraurti modificati.
Nei primi risultati dei crash test sulla sicurezza pubblicati dal Latin New Car Assessment Program, per le versioni CK senza airbag sono state valutate con zero stelle su quattro per gli occupanti adulti e due stelle su quattro per gli occupanti bambini.